# 胥午梅
胥午梅（1962年6月6日—），籍貫湖南岳阳临湘市，生于安徽省合肥市，目前为中国中央电视台的新闻主播，现时在幕后配音。因主持《新闻30分》而知名。毕业于安徽师范大学、北京广播学院（现中国传媒大学）。

## 简历
1962年6月6日生于安徽合肥，因为在农历端午节的时候出生，故名“午梅”。父母為湖南岳阳临湘市人，均在安徽省委工作。在家中，胥午梅排行老小，也是家中唯一的女儿。1980年赴蚌埠参加高考，并考入安徽师范大学音乐教育专业，于1984年毕业。毕业后到合肥市工人文化宫任音乐教员。
1985年参加由安徽电视台举办的“第一届电视播音员大奖赛”，后被安徽电视台聘用，担任新闻播音员，正式跨入主持界。90年代赴北京广播学院（现中国传媒大学）新闻系进修。1995年，胥午梅进入中国中央电视台工作，主持《新闻30分》，为当时被录用的3名播音员之一。
胥午梅亦曾在央视综艺节目《开门大吉》（2013年5月1日期）中演唱《Time to Say Goodbye》。

## 主持节目
- 《新闻30分》（初期为常任主播，现为替班主播）
- 《法治在线》[3]
- 《晚间新闻》（现不再主持）
- 《午夜新闻》（现不再主持）

## 家庭
胥午梅的老公原本在中华人民共和国对外贸易经济合作部工作，目前已辞职，在合肥开办了能施展专业特长的公司。

## 趣闻
胥午梅在主持《新闻30分》时，曾出现了一个口误：将“中午好”说成“这里好”。